# روبرت استانسکو
روبرت استانسکو (به انگلیسی: Robert Stănescu) ژیمناست زادهٔ ۱۷ ژانویهٔ ۱۹۸۵ میلادی اهل کشور رومانی است.